# Herbert Kitschelt
Herbert P. Kitschelt (* 4. Juni 1955) ist Politikwissenschaftler und Professor für Internationale Beziehungen an der Duke University in North Carolina. Kitschelts wichtigster intellektueller Beitrag ist wohl seine Neudefinition der Konfliktlinien, die die Parteiensysteme Westeuropas prägen. Für sein wissenschaftliches Werk wurde er 2025 mit dem Johan-Skytte-Preis geehrt.

## Werdegang
Kitschelt studierte Geschichte, Soziologie, Politikwissenschaft und Philosophie an den Universitäten Köln, Marburg sowie Bielefeld. In Bielefeld wurde er 1979 promoviert. Anschließend ging er in die Vereinigten Staaten und übernahm 1980 die Leitung eines Forschungsprojektes an der Duke University. Daneben war er in den folgenden Jahren als Gastdozent an der University of California, Santa Cruz, der Stanford University und der University of California, San Diego tätig. 1983 erhielt er eine Stelle als Assistant Professor an der University of Notre Dame. 1984 kehrte er in gleicher Funktion wieder an die Duke University zurück, an der er seitdem tätig ist. 1990 wurde er zunächst zum Associate Professor befördert, ehe er dort 1992 auf eine volle Professur für Politikwissenschaft berufen wurde. Von 1993 bis 1997 hielt er parallel dazu auch eine Professur an der Humboldt-Universität zu Berlin. Seit 2003 führt er an der Duke University den Titel als George V. Allan Professor of International Relations.
2002 wurde Kitschelt in die American Academy of Arts and Sciences gewählt.
Für sein wissenschaftliches Lebenswerk wurde ihm 2025 der Johan-Skytte-Preis zugesprochen. In ihrer Begründung schrieb die Jury, Kitschelt habe „das Verständnis über die Funktionsweise demokratischer Parteiensysteme mit erlesener theoretischer Scharfsinnigkeit und beeindruckender empirischer Breite und Tiefe erweitert“.

## Positionen
Kitschelt behauptet, dass sich die traditionellen Muster, nach denen die Parteien konkurrierten, als Ergebnis der sozialen Veränderungen in den fortgeschrittenen kapitalistischen Gesellschaften zunehmend zu einem neuen Muster der politischen Spaltung verschoben hätten: linkslibertär versus rechtsautoritär. Er war auch einer der ersten Wissenschaftler, der systematisch den Aufstieg grüner Parteien in Europa untersuchte, den er als eine Form „linkslibertärer“ Politik verstand.
In The Radical Right in Western Europe, das zusammen mit Anthony J. McGann verfasst wurde, argumentiert Kitschelt, dass der Bruch der Verbindungen zwischen der Sozialdemokratie und der Arbeiterklasse es der radikalen Rechten in Westeuropa ermöglicht hat, unter den Arbeitern an Popularität zu gewinnen.
Mit Koautoren hat er auch den Aufstieg der neuen rechtsradikalen Parteien in Europa im Lichte dieser Verschiebung erklärt und die Bildung von Parteiensystemen in postkommunistischen Demokratien untersucht. In Bezug auf Osteuropa argumentiert Kitschelt, dass Muster der Parteienkonkurrenz in postkommunistischen Staaten durch Vermächtnisse unterschiedlicher Formen kommunistischer Herrschaft erzeugt werden, die wiederum vorkommunistische gesellschaftliche und staatliche Strukturen widerspiegeln. Kitschelt und seine Co-Autoren räumen jedoch ein, dass institutionelle Arrangements im Laufe der Zeit an Bedeutung gewinnen werden und für die Stärkung des Prozesses der Parteiensystementwicklung von entscheidender Bedeutung sein können. Seine neueren Schriften konzentrieren sich auf Fragen der Verbindungen zwischen Partei und Gesellschaft, Patronage und Klientelismus.

## Publikationen (Auswahl)
- The Logics of Party Formation: Ecological Politics in Belgium and Germany (Cornell University Press, 1989)
- The Transformation of European Social Democracy (Cambridge University Press, 1994)
- Mit Anthony J. McGann: The Radical Right in Western Europe: A Comparative Analysis (University of Michigan Press, 1995)
- Mit Zdenka Mansfeldova, Radoslav Markowski and Gabor Toka: Post-Communist Party Systems, Competition, Representation, and Inter-Party Cooperation (Cambridge University Press, 1999)
- Als Herausgeber mit Steven Wilkinson: Patrons or Policies? Patterns of Democratic Accountability and Political Competition (Cambridge University Press, 2006)